# Diana Žiliūtė
Diana Žiliūtė (* 28. května 1976 Rietavas) je bývalá litevská silniční cyklistka. Má bronzovou medaili z olympijských her v Sydney roku 2000 ze závodu s hromadným startem. Z mistrovství světa má dvě individuální medaile, zlato ze silničního závodu z roku 1998 a bronz ze stejné disciplíny z roku 1999. Krom toho má stříbro z časovky družstev z roku 1994. Dvakrát, v letech 1997 a 1998, se stala mistryní Evropy. Dvakrát vyhrála rovněž Světový pohár, v letech 1998 a 2000. V roce 1999 vyhrála ženskou Tour de France (Grande Boucle), v roce 2000 Vueltu, na Giro d'Italia byla jednou celkově druhá (2001) a jednou třetí (2002). V roce 1998 byla vyhlášena litevským sportovcem roku.